# Conventillo Mediomundo
O conventillo Mediomundo, originalmente conhecido como "conventillo de Risso", foi um cortiço que ficava em Barrio Sur, na cidade de Montevidéu, Uruguai.

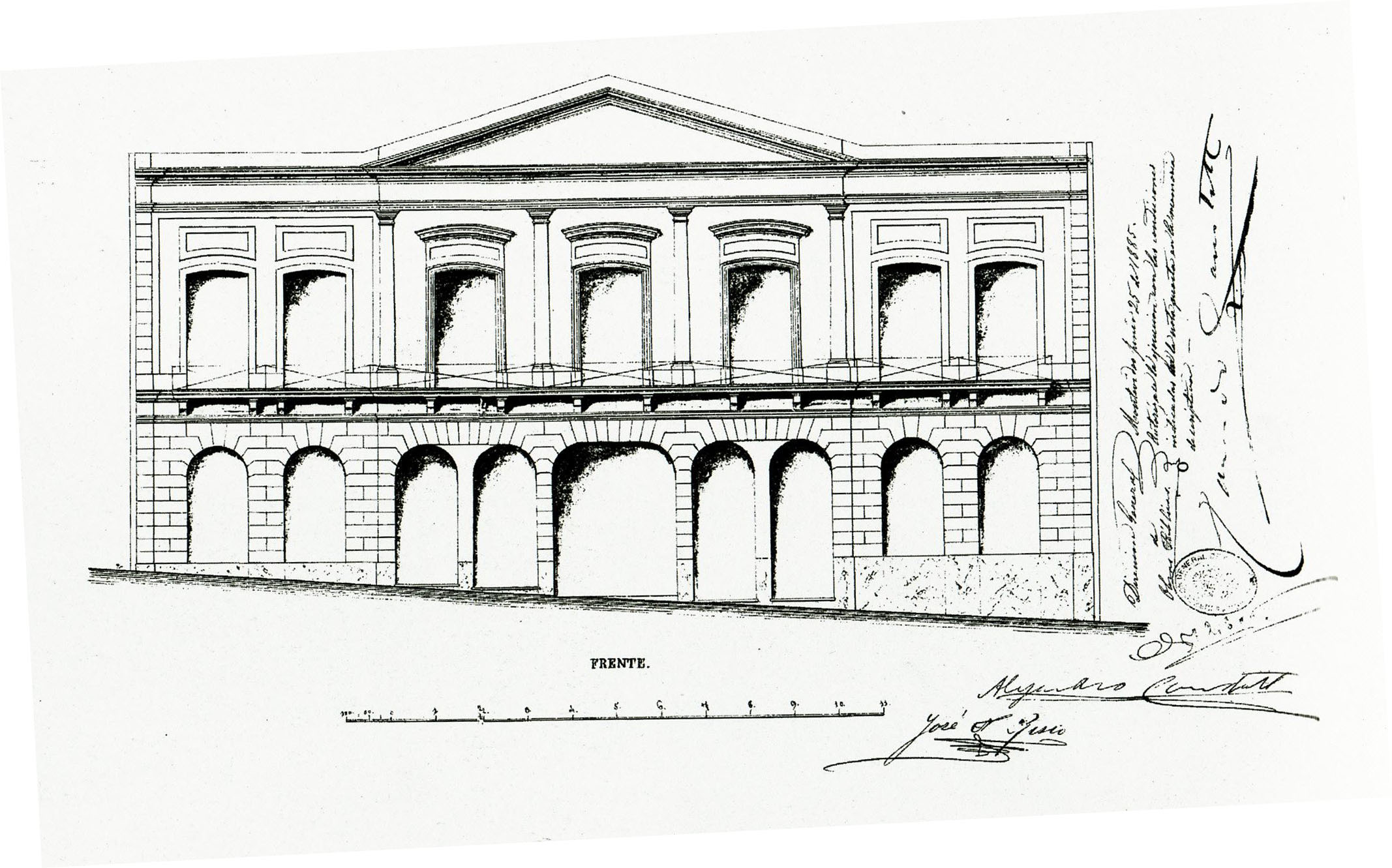
Planta original do cortiço. Conhecido depois de sua demolição como Mediomundo, ícone da raça negra e do candombe no Uruguai. Rua Cuareim 1017, hoje chamada Zelmar Michelini, Montevidéu, Uruguai.

## História
O prédio foi vendido em 1881 pelo empresário Francisco Piria aos irmãos Miguel e José Nicanor Risso, que compraram-no com a intenção de construir uma casa de inquilinato, projeto de responsabilidade do construtor Alejandro Canslatt. Foi inaugurado em 1885 e ficou conhecido como o cortiço de Risso. Era acessado pelo número 1080 da rua Cuareim (hoje rua Zelmar Michelini) entre as ruas Durazno e Isla de Flores (hoje rua Carlos Gardel).
Era um típico cortiço entre os que abundavam em Montevidéu na época; tinha 40 habitações repartidas em dois andares em torno de um grande pátio, contava com 32 lavatórios, dois banheiros e uma cisterna.
Em 1954, Montevidéu foi anfitriã da Conferência Internacional da UNESCO. O artista Carlos Páez Vilaró, vinculado às atividades do edifício, organizou uma amostra relacionada ao evento. A presença anunciada de diplomatas e funcionários estrangeiros fizeram que os vizinhos colaborassem com a limpeza e decoração do pátio, onde penduraram junto às pinturas de Vilaró bandeiras das comparsas de candombe do bairro e de Palermo, do Comité Olímpico Internacional e do Palermo Boxing Club. O convidados assistiram à jornada e ao programa, que incluía uma performance da Comparsa Morenada, além de centenas de empanadas; o cortiço ficou lotado com o público e terminou em um memorável desfile de candombe na rua.
Constituiu um verdadeiro templo de candombe e de cultura afro-uruguaia. Foi a casa das comparsas Miscelánea Negra e depois da Morenada, hoje sua sucessora carrega em seu nome uma homenagem ao local: a Cuareim 1080 (conhecida como c1080).
Foi escolhido como local de filmagem de algumas cenas de filmes argentinos: Fantoche (1957), de Luis Sandrini, e ¡Viva la vida! (1969), dirigido por Enrique Carreras, onde um episódio acontece inteiramente no cortiço ou seus arredores. Moradores e vizinhos participaram como coadjuvantes.
Em 3 de dezembro de 1978 os moradores foram despejados; dois dias depois foi demolido por decreto do governo de Montevidéu, que alegou perigo de desabamento.
Durante décadas, o terreno permaneceu vazio. Atualmente está sendo construído um edifício de apartamentos.

## Legado
Vinte e oito anos depois da demolição, em 2006, a lei 18.059 que declara o dia 3 de dezembro o Dia do Candombe foi aprovada unanimemente pela Assembleia Geral do Uruguai, a pedido do deputado Edgardo Ortuño (único deputado negro dessa legislatura).